# Idioma lombardo
El término lombardo se refiere a un idioma romance perteneciente al grupo galoitálico y extendido principalmente en Lombardía (Italia noroccidental), en algunas áreas de las regiones vecinas (provincia de Novara en Piamonte, en la parte más occidental de Trento) y en el Cantón del Tesino (Suiza).

## Aspectos históricos, sociales y culturales

### Reconocimiento oficial
El lombardo está reconocido por la UNESCO como lengua en peligro de extinción, pero no está reconocido como lengua regional o minoritaria por el Consejo de Europa porque Italia no ha ratificado la Carta. Los problemas surgen por la difícil clasificación como lengua o dialecto dentro de la sociolingüística moderna.
El uso, sobre todo formal, de las variedades lombardas no es común en las áreas políticamente pertenecientes a Italia, mientras es más frecuente en las áreas suizas. Algunos programas de radio y televisión en idioma lombardo se emiten ocasionalmente por las cadenas suizas de habla italiana. La mayor institución de investigación de dialectos lombardos se encuentra en Bellinzona, Suiza (CDE - Centro di dialettologia e di etnografía).
Al principio de 2016 fue presentado al Consejo regional de Lombardía un proyecto de ley para la institución del bilingüismo italiano-lombardo y para la promoción del lombardo y de sus variantes dialectales locales, integrada posteriormente por la ley para el "reorden" de la cultura lombarda, que fue aprobada en el septiembre de 2016.

### Uso
El uso de los dialectos lombardos disminuye día a día en la zona de lengua lombarda de Italia, especialmente entre los sectores más jóvenes de la población donde la escolarización y los medios de comunicación son en italiano estándar.

### Cine
Las películas profesionales en lombardo son escasas. Se conocen, fundamentalmente, tres:
- L'albero degli zoccoli, producida por Ermanno Olmi en dialecto bergamasco.
- Ona strada bagnada, documental premiado en varias ocasiones de Lamberto Caimi.
- Desmentegass, de Lamberto Caimi.

## Descripción lingüística

### Clasificación
Las variedades lombardas se clasifican dentro de las lenguas romances occidentales, emparentadas con las lenguas galorromances y con las demás lenguas galoitálicas (piamontés, emiliano-romañol, etc.). El lombardo no tiene ningún parentesco con el antiguo lombardo (lombárdico), que es un idioma germánico usado, en la antigüedad, por la población germana de los lombardos (testimoniada entre el siglo VI y el siglo X d. C.). Aunque el italiano es normalmente usado como lengua escrita y formal en las áreas de habla lombarda, los dialectos lombardos son bastante diferentes del italiano estándar, ya que pertenecen a dos ramas diferentes del árbol de las lenguas romances, siendo este último una lengua perteneciente al grupo italorromance .

### Ortografía
El lombardo nunca ha logrado una unificación ortográfica. Los dos sistemas ortográficos más utilizados son el ticinese (llamado también proalemán), puesto que utiliza las vocales ö y ü (si bien tiene su origen en los cantones suizos italianos y hoy es utilizado en las zonas lingüísticamente lombardas alto-italianas tanto al este como al oeste del río Adda) y el milanés clásico. Este último es el sistema con más prestigio histórico (se usaba ya en el siglo XVI) y hasta la primera mitad del siglo XX fue adoptado, si bien con pequeñas diferencias, en todas las zonas lombardófonas.

### Fonología y fonética
- La palatalización de los grupos latinos CL- y GL- en c(i), g(i) (ej. CLAMAR(E) > ciamà, GLAREA > gièra);
- La lenición de las consonantes oclusivas sordas intervocálicas (ej. CAPRA > cavra, CARRICARE > carregà, POTERE > podè);
- La transformación de -CE, -GE en africadas alveolares o en sibilantes (ej. GELU > dzel/zel);
- La pérdida de las vocales finales latinas excepto la a, resultado del procedimiento de síncopa[10] (es. MUNDUM > mund/mond) (presente también en el idioma francés).
- La evolución en ü de la ū latina (PLUS > pü);
- La presencia de la vocal ö (NOVU > növ/nöf).
- a diferencia de la mayoría de las lenguas romances oposición entre /ā/ larga y /ă/ breve. paass 'paz' < Lat. PĀX, pass 'paso' < Lat. PASSU(m)

### Fenómenos comunes
La presencia de estas vocales anteriores es una de las características propias del lombardo que comparte con el piamontés y el ligur, pero que la separa del véneto y del emiliano-romañol. 

### Fenómenos divergentes
El lombardo se separa del piamontés por la ausencia de la vocal media central, ortográficamente representada ë y por el infinitivo de la primera conjugación que termina en à (r).

### Ejemplo de texto (milanés)
Lo siguiente es una poesía en dialecto milanés, por Domenico Balestrieri (1714–1780), interpretada por Antonio Bozzetti.
Chi tròpp e chi minga
| Even staa licenziaa da on cavalier el dì inanz duu staffer, et quidem tucc duu e tutt a on bott. El dì adree el camarer el ghe n’esebì inscambi sett o vott. « Bon! – respondè el patron – Insci, a vista de nas, fee vegnì innanz quij duu che sien pù al cas segond la mia intenzion ». De fatt subet entrènn, sfrísand el soeul coi reverenz che fenn. Al primm che intrè el ghe diss: « Savii servì? » E quell: « Lustrissem, sì ». « Savii fa on compliment? » « Ch’el se figura! Savaroo fall sigura » « E per porta imbassad? » « Magara anch a parola per parola! No me cala espression nè bona tolla, e foo prest a girà per i contrad ». « E, se l’occorres mò, farissev de mangià in mancanza del coeugh? » « E perchè no? Sien past froll o sfojad, |  | supp, pastizz e pitanz de tucc i sort, poss dì che l’è el me fort ». « E sorbett e gelaa savarissev fa anch quij? » « Oh manco maa ». « Bravo! E, quand in campagna fudess senza el barbee, el perrucchee? » « Ghe sont mì a l’occorrenza; e, al besogn, foo anch el sart e el caroccee. Ai curt, el me pò mett a less e a rost, nol restarà imperfett; e, segond el salari, ghe faroo anch de agent, de secretari!… » « N’hoo a car » – bassand el coo el repiè el patron – « tucc sti vertù! Fermev pur in cà mia che i provaroo!… » Voltaa poeu a l’olter, el ghe diss: « E vu? » « Quand el voeubbia ess content de la mia servitù – respondè l’olter – no faroo nient; giacchè el me camerada el fa tutt coss, A mì resta tant manch; e foo el me cunt, che poss ess de guardia settaa su on cassabanch!… » |

## Variación dialectal

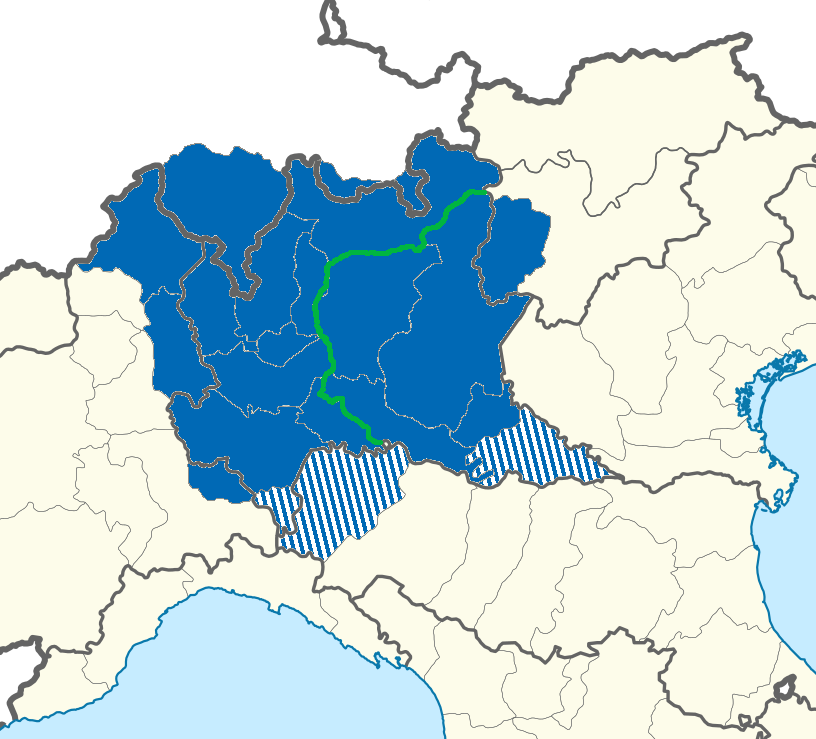
Lombardo occidental y oriental separados por la línea verde.

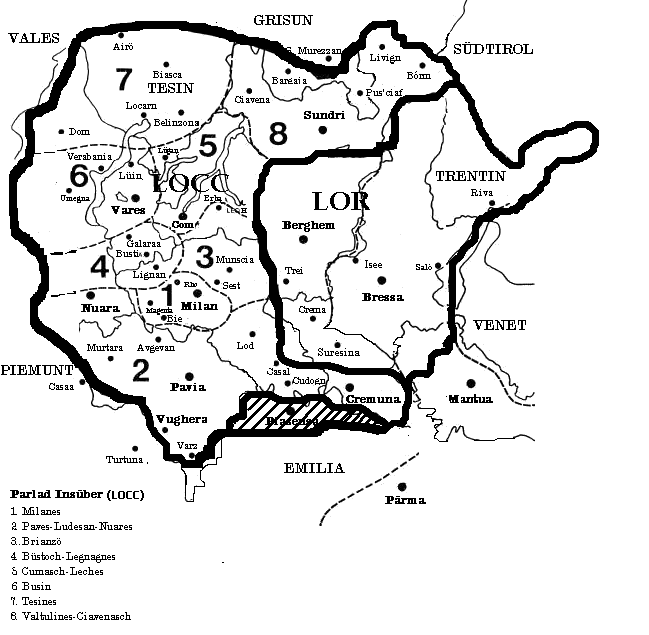
Variantes orientales y occidentales de lombardo.

Las dos variantes principales del idioma lombardo, que presentan tractos de gramática, léxico y fonética bastante diferentes, son: el Lombardo Occidental (que comprende el dialecto milanés) y el Lombardo Oriental (que comprende los dialectos bergamasco, bresciano y trentino).

### El lombardo occidental
- Milanés, hablado en Milán, Monza, en la Baja Brianza y a través del medio curso del Olona, en el Saronnese. Es la variante con mayor reconocimiento internacional y producción literaria.
- Bustocco, hablado en Busto Arsizio, al oeste del valle Olona, tiene características fonéticas ligures y se diferencia de la mayor parte de las otras variantes lombardas por la presencia de la "u" átona final en los sustantivos y en los adjetivos masculinos, como también sucede en la asturleonés.
- Legnanés: hablado en Legnano, al sur de Busto Arsizio. Comparte algunas características fonéticas con el ligur.
- Brianzolo: Hablado en Brianza.
- Comasco: hablado en los alrededores de Como, al norte de Mozzate y Sottoceneri. 
  - Lecchese: hablado en los alrededores de Lecco, rama propia del lombardo occidental.
- Ticinese: hablado en el cantón Ticino.
  - Ossolano: hablado en el Valle de Ossola.
- Varesino: hablado en Varese, Tradate, la parte septentrional de la provincia de Varese.
- Valtellinés: hablado en Valtellina.
  - Chiavennasco con la variante Bregagliotta, la más arcaica.

Otros dialectos del lombardo occidental al sur de Milán: 
- Lodigiano, hablado en todo el lodigiano a excepión de los ayuntamientos que limitan con la ciudad de Piacenza, en el ayuntamiento de San Colombano al Lambro y los ayuntamientos más orientales de la provincia de Pavía que limitan con la provincia de Lodi.
- Novarés: hablado en el sur de la provincia de Novara.

### El lombardo oriental y alpino-oriental
- Lombardo oriental, hablado en el oriente del río Adda: 
  - Bergamasco, en la provincia de Bérgamo con variantes más arcaicas en los valles laterales oróbicos.
  - Cremasco, hablado en la baja bergamasca y en el territorio cremasco.
  - Alto manuano, afín a bresciano del área gardesana.
  - Bresciano, hablado en la provincia de Brescia, con las variantes Lumezzanese, Camuna, Bagossa (en Bagolino) y Rendenese (en Trentino).
  - Trentino occidental, hablado en el occidente del Trentino.
- Lombardo alpino-oriental: 
  - Bormino
  - Livignasco
  - Alto camuno

### El lombardo meridional
El dialecto hablado en la región de la Baja Lombardía (la zona central de la provincia de Cremona), aun conservando la gramática y la estructura de las hablas lombardas, presenta fuertes influencias del dialecto emiliano en la fonética:
- Dialecto cremonense

El dialecto mantuano y el casalasco se clasifican en Ethnologue con el ISO 639-3 eml, como dialectos del emiliano.

### Islas lingüísticas
- Sicilia
  - Lombardo de Sicilia o Galoitálico, hablado en algunas zonas de Sicilia, con origen en la época normanda.
  - Variantes locales, fuertemente influenciadas por el siciliano.
- Lacio
  - Variante influenciada por componentes propios del Lacio y del dialecto romanesco, hablado por la comunidad Valtelinesa de Roma.
- Brasil
  - Talian Lombardo: influencias italianas, vénetas y portuguesas.

### Dialectos jergales
- Los dialectos jergales son varios, entre los que se encuentran:
  - Gaì, dialecto casi extinto de los pastores Camuni y de los valles bergamascos.
  - Spasell, jerga comercial de Vallassina.
  - Rungin, hablado en Val Cavargna.
  - Rügin, hablado en Val Colla (Ticino).